# Coprosma quadrifida
Coprosma quadrifida je australský keř z čeledi mořenovitých. Poprvé byl popsán pod názvem Canthium quadrifidum Jacquesem Labillardièrem, francouzským botanikem, roku 1910. Dorůstá výšky mezi 2 a 4 m. Listy bývají eliptické až kopinaté, s délkou od 0,5 do 1,5 cm. Jejich šířka činí 2 až 5 mm. Kvete v letních měsících, kdy keř pokryjí malé květy, rostoucí spíše samostatně, než se velkých shlucích. Plody mají červenou až oranžovou barvu a na délku měří asi 5 mm.
Coprosma quadrifida roste na vlhkých místech jihovýchodní Austrálie a na Tasmánii.